# Gambetići
Gambetići is een plaats in de gemeente Višnjan in de Kroatische provincie Istrië. De plaats telt 16 inwoners (2001).